# Aldern Bridge
Aldern Bridge – osada w Anglii, w hrabstwie Hampshire, w dystrykcie Basingstoke and Deane. Leży 35 km na północ od miasta Winchester i 83 km na zachód od Londynu.